# Dippenaaria
Dippenaaria is een monotypisch geslacht van spinnen uit de familie van de Anapidae (Dwergkogelspinnen).

## Soorten
- Dippenaaria luxurians Wunderlich, 1995